# Asellus shikokuensis
Asellus shikokuensis är en kräftdjursart som beskrevs av Matsumoto 1960. Asellus shikokuensis ingår i släktet Asellus och familjen sötvattensgråsuggor. Inga underarter finns listade i Catalogue of Life.